# Надибани
Надибани (груз. ნადიბანი) — село в Грузии, в муниципалитете Душети края Мцхета-Мтианети. 

## География
Село расположено в северной части края, в 37 километрах по прямой к северо-западу от центра муниципалитета Душети. Высота центра — 1270 метров над уровнем моря.

## Население
По данным переписи населения 2014 года, в селе проживало 52 человека.
| Год  | Население | Мужчины | Женщины |
| ---- | --------- | ------- | ------- |
| 1926 | 139       | 69      | 70      |
| 2002 | 74        | 37      | 37      |
| 2014 | 52        | 28      | 24      |